# Cityrunner
De Cityrunner is een lagevloertram van Bombardier Transportation. De Cityrunner geleverd worden voor verschillende spoorwijdten, en heeft de tram een lage vloer over de gehele lengte.
De Cityrunner, die door Bombardier samen met de Eurotram verkocht wordt onder de naam Flexity Outlook, is geleverd aan de vervoerbedrijven van Brussel (België), Innsbruck, Linz en Graz (Oostenrijk), Genève (Zwitserland), Łódź (Polen) en Eskişehir (Turkije). Tot nu toe is de Cityrunner alleen geleverd als 5- of 7-delige tram. 
De Cityrunner wordt geproduceerd in Wenen in de voormalige Lohner-fabriek.
Met 220 geleverde trams is de Brusselse MIVB de grootste van de afnemers tot heden.  Het Toronto streetcar system dat 204 trams bestelde met leveringen vanaf 2014, voorziet evenwel een vervolgbestelling van 60 bijkomende trams waarmee Toronto de grootste afnemer van Cityrunners zou kunnen worden.

## Brussel

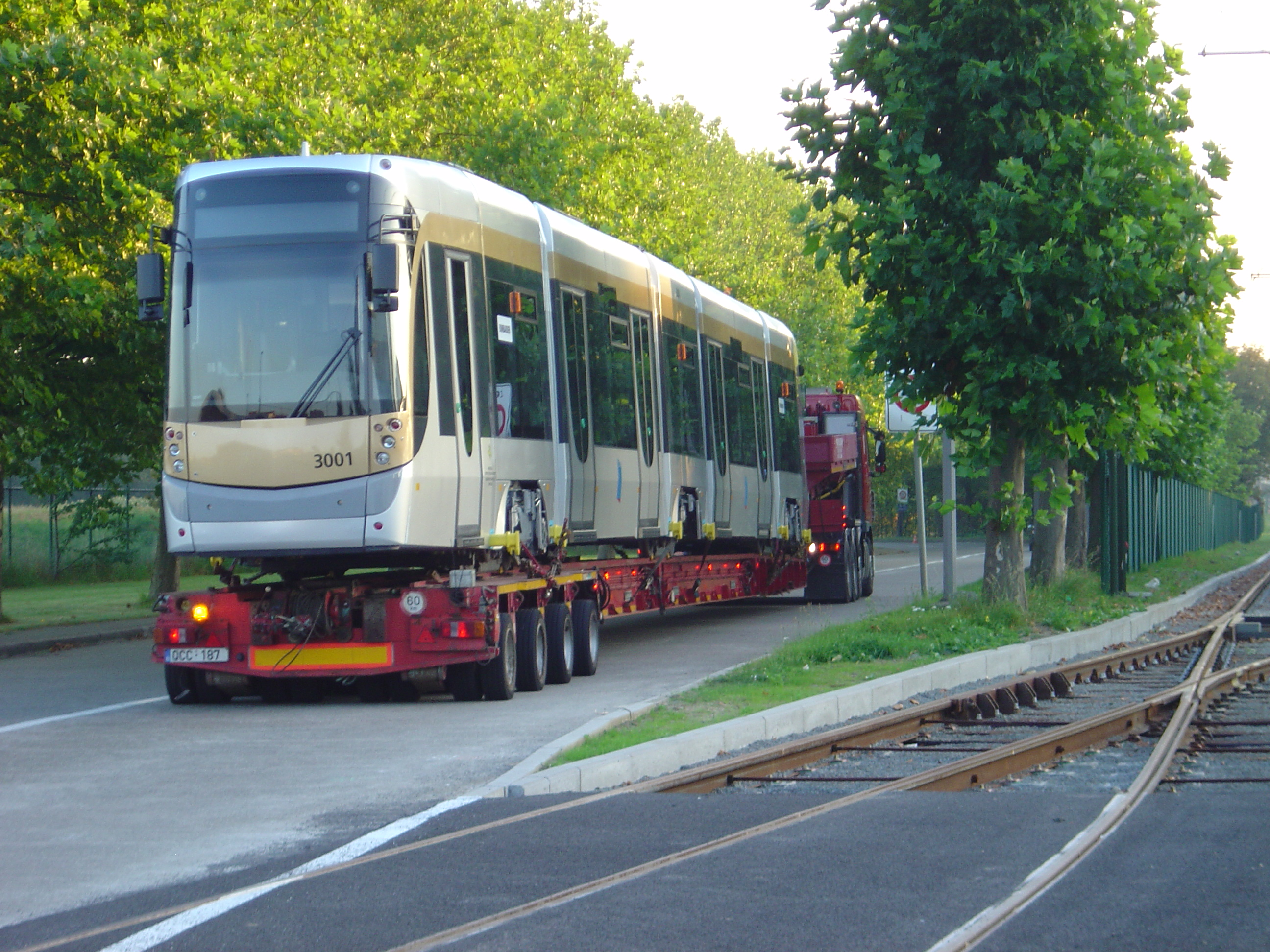
Brusselse Cityrunner (T3000)

De MIVB in Brussel heeft aanvankelijk voor een bedrag van 106,32 miljoen euro 27 trams van het type T3000 (31,85 meter) en 19 trams van het type T4000 (43,22 meter) besteld. Deze bestelling is snel uitgebreid, eerst tot in totaal 49 trams van het type T3000 en vervolgens met 152 extra stellen (T3000 en een deel T4000) die tussen 2009 en 2014 geleverd werden. Hierdoor rijden in Brussel al 220 Citrunner tramstellen, 150 T3000 en 70 T4000-modellen.
De T3000 is 5-delig en kan maximaal 188 mensen vervoeren en de T4000 is 7-delig en kan maximaal 263 mensen vervoeren. De Belgische vormgever Axel Enthoven is verantwoordelijk het ontwerp van het interieur en exterieur.
Eind 2005 werd de eerste Brusselse Cityrunner afgeleverd.